# Lista dos campeões estaduais de futebol do Brasil em 2017
A lista a seguir traz dados acerca dos campeonatos estaduais de futebol realizados no Brasil em 2017. 
Significados das colunas:
- Estado: nome do estado, listados em ordem alfabética.
- Copa do Brasil 2018: times classificados para a Copa do Brasil em sua edição de 2018 pelo Campeonato Estadual. [Ordem de posição final]
- Série D 2018: times classificados para o Campeonato Brasileiro de Futebol - Série D em sua edição de 2018. [Ordem de posição final]
- Final: placares dos jogos finais ou, em caso de não ter havido final, a vantagem do campeão ao final do campeonato.
- Rebaixados: times rebaixados para a divisão inferior (2ª divisão, Série B, Módulo II) de 2018.

## Divisão Principal
| Estado | Campeão/Artilheiro | Vice-campeão        | Copa do Brasil 2018                              | Série D 2018                                        | Final                                                         | Rebaixados                           |
| ------ | --- | ------------------- | ------------------------------------------------ | --------------------------------------------------- | ------------------------------------------------------------- | ------------------------------------ |
| AC     | Atlético Acreano (8° título - 2° consec) Marcelo Brás (Plácido de Castro) 11 gols                                           | Rio Branco-AC       | Atlético Acreano Rio Branco-AC                   | Rio Branco-AC Plácido de Castro                     | Rio Branco-AC 1 x 0 Atlético Acreano 3 x 1 Rio Branco-AC      | Alto Acre                            |
| AL     | CRB (30° título - 3° consec.) Everton Heleno (CSA) 11 gols                                                                  | CSA                 | CRB CSA ASA                                      | Murici Santa Rita                                   | CRB 1 x 0 CSA 2 x 3 CRB                                       | Sete de Setembro-AL Miguelense       |
| AM     | Manaus (1° título) Leonardo (Rio Negro-AM) e Marinho (Holanda) 10 gols                                                      | Nacional-AM         | Manaus Nacional-AM                               | Manaus Nacional-AM                                  | Manaus 1 x 0 Nacional-AM 1 x 1 Manaus                         | Holanda São Raimundo-AM              |
| AP     | Santos-AP (6° título - 5° consecutivo) Luciano (Santos-AP), Luquinha (Santos-AP), Rafinha (Santos-AP) e Wegno (Trem) 3 gols | Macapá              | Santos-AP                                        | Santos-AP Macapá                                    | Macapá 0 x 3 Santos-AP 7 x 2 Macapá                           | Não há rebaixamento                  |
| BA     | Vitória (29° título - 2º consec.) André Lima (Vitória) e Marclei (Bahia de Feira) 7 gols                                    | Bahia               | Vitória Fluminense de Feira Vitória da Conquista | Fluminense de Feira Vitória da Conquista Jacuipense | Bahia 1 x 1 Vitória 0 x 0 Bahia                               | Flamengo de Guanambi Galícia         |
| CE     | Ceará (44° título) Leilson (Guarani de Juazeiro) 9 gols                                                                     | Ferroviário         | Ceará Ferroviário                                | Ferroviário Guarani de Juazeiro                     | Ferroviário 0 x 1 Ceará 2 x 0 Ferroviário                     | Guarany de Sobral Itapipoca          |
| DF     | Brasiliense (9° título) Romarinho (Ceilândia) 13 gols                                                                       | Ceilândia           | Brasiliense Ceilândia                            | Brasiliense Ceilândia                               | Ceilândia 2 x 2 Brasiliense 3 x 2 Ceilândia                   | Brasília Atlético Taguatinga         |
| ES     | Atlético Itapemirim (1° título) Márcio Carioca (Rio Branco-ES) e Wendell (Atlético Itapemirim) 6 gols                       | Doze                | Atlético Itapemirim                              | Atlético Itapemirim                                 | Doze 2 x 2 Atlético Itapemirim 2 x 1 Doze                     | Rio Branco-ES Linhares               |
| GO     | Goiás (27° título - 3° consec) Gilmar (Itumbiara) 8 gols                                                                    | Vila Nova           | Goiás Vila Nova Aparecidense                     | Aparecidense Iporá Itumbiara                        | Vila Nova 0 x 3 Goiás 1 x 0 Vila Nova                         | Goianésia CRAC                       |
| MA     | Sampaio Corrêa (33° título) Ullisses (Cordino) 15 gols                                                                      | Cordino             | Sampaio Corrêa Cordino                           | Cordino Imperatriz                                  | Sampaio Corrêa 2 x 1 Cordino 1 x 2 Sampaio Corrêa             | Americano-MA                         |
| MG     | Atlético Mineiro (44° título) Fred (Atlético Mineiro) 10 gols                                                               | Cruzeiro            | Atlético Mineiro URT Caldense Uberlândia         | URT Caldense Uberlândia                             | Cruzeiro 0 x 0 Atlético Mineiro 2 x 1 Cruzeiro                | América de Teófilo Otoni Tricordiano |
| MT     | Cuiabá (7° título) Andrezinho (Sinop) 8 gols                                                                                | Sinop               | Cuiabá Sinop                                     | Sinop Dom Bosco                                     | Cuiabá 2 x 1 Sinop 1 (4) x (5) 0 Cuiabá                       | Operário FC Cacerense                |
| MS     | Corumbaense (2° título) Marcelo (União ABC) 11 gols                                                                         | Novoperário         | Corumbaense Novoperário                          | Corumbaense Novoperário                             | Novoperário 1 x 1 Corumbaense 2 x 1 Novoperário               | SERC Ivinhema                        |
| PA     | Paysandu (47° título - 2° consec) Bérgson (Paysandu) 11 gols                                                                | Remo                | Paysandu Remo Independente-PA                    | Independente-PA São Raimundo-PA                     | Paysandu 1 x 1 Remo 1 x 2 Paysandu                            | São Francisco-PA Pinheirense         |
| PB     | Botafogo-PB (28° título) Rafael Oliveira (Botafogo-PB) 17 gols                                                              | Treze               | Botafogo-PB Treze                                | Treze Campinense                                    | Treze 2 x 3 Botafogo-PB 1 x 1 Treze                           | Internacional-PB (Paraíba])          |
| PE     | Sport (41° título) Caxito (Afogados da Ingazeira) 9 gols                                                                    | Salgueiro           | Sport Salgueiro Santa Cruz                       | Belo Jardim Central Flamengo de Arcoverde           | Sport 1 x 1 Salgueiro 0 x 1 Sport                             | Serra Talhada Atlético Pernambucano  |
| PI     | Altos (1° título) Viola (River-PI) 11 gols                                                                                  | Parnahyba           | Altos Parnahyba                                  | Altos                                               | Parnahyba 0 x 3 Altos 2 x 2 Parnahyba                         | Picos Comercial-PI                   |
| PR     | Coritiba (38° título) Kléber (Coritiba) 11 gols                                                                             | Atlético Paranaense | Atlético Paranaense Cianorte Coritiba            | Cianorte Prudentópolis                              | Atlético Paranaense 0 x 3 Coritiba 0 x 0 Atlético Paranaense  | PSTC J.Malucelli                     |
| RJ     | Flamengo (34° título) Guerrero (Flamengo) 10 gols                                                                           | Fluminense          | Fluminense Botafogo Nova Iguaçu Madureira        | Nova Iguaçu Madureira                               | Fluminense 0 x 1 Flamengo 2 x 1 Fluminense                    | Campos Tigres do Brasil              |
| RN     | ABC (54º título - 2º consec.) Nando (ABC) 9 gols                                                                            | Globo               | ABC Globo América de Natal                       | América de Natal ASSU                               | Globo 0 x 1 ABC 0 x 0 Globo                                   | Alecrim                              |
| RO     | Real Ariquemes (1° título) Cabixi (Barcelona-RO), Edilsinho (Barcelona-RO) e Marco Aurélio (Real Ariquemes) 9 gols          | Barcelona-RO        | Real Ariquemes                                   | Real Ariquemes Barcelona-RO                         | Real Ariquemes 0 x 0 Barcelona-RO 0 x 1 Real Ariquemes        | Não há rebaixamento                  |
| RR     | São Raimundo-RR (8º título - 2º consec.) Viny (São Raimundo-RR) 9 gols                                                      | Baré                | São Raimundo-RR                                  | São Raimundo-RR Baré                                | Baré 3 (3) x (4) 3 São Raimundo-RR                            | Não há rebaixamento                  |
| RS     | Novo Hamburgo (1° título) Brenner (Internacional) e Bolaños (Grêmio) 7 gols                                                 | Internacional       | Novo Hamburgo Internacional Caxias               | Novo Hamburgo Caxias                                | Internacional 2 x 2 Novo Hamburgo 1 (3) x (1) 1 Internacional | Ypiranga de Erechim Passo Fundo      |
| SP     | Corinthians (28° título) Gilberto (São Paulo) e William Pottker (Ponte Preta) 9 gols                                        | Ponte Preta         | Ponte Preta São Paulo Ituano                     | Linense Novorizontino Mirassol                      | Ponte Preta 0 x 3 Corinthians 1 x 1 Ponte Preta               | São Bernardo Audax                   |
| SC     | Chapecoense (6° título - 2° consec) Jonatas Belusso (Brusque) e Rentería (Tubarão) 11 gols                                  | Avaí                | Avaí Criciúma Brusque                            | Brusque Tubarão Inter de Lages                      | Avaí 0 x 1 Chapecoense 0 x 1 Avaí                             | Almirante Barroso Metropolitano      |
| SE     | Confiança (20º título) Tito (Confiança) 14 gols                                                                             | Itabaiana           | Confiança Itabaiana                              | Itabaiana Sergipe                                   | Confiança 1 x 1 Itabaiana 0 x 1 Confiança                     | Estanciano Botafogo-SE               |
| TO     | Interporto (4° título) Jessuí (Tocantinópolis) 7 gols                                                                       | Sparta              | Interporto                                       | Interporto Sparta                                   | Interporto 2 x 0 Sparta 0 x 2 Interporto                      | Capital-TO Colinas                   |

## Turnos Estaduais
| Campeonato                       | Primeiro Turno                   | Segundo Turno                   |
| -------------------------------- | -------------------------------- | ------------------------------- |
| Campeonato Carioca               | Taça Guanabara / Fluminense      | Taça Rio / Vasco da Gama        |
| Campeonato Carioca - Série B1    | Taça Santos Dumont / Goytacaz    | Taça Corcovado / America        |
| Campeonato Carioca - Série B2    | Primeiro Turno / Mesquita        | Segundo Turno / Angra dos Reis  |
| Campeonato Catarinense           | Primeiro Turno / Avaí            | Segundo Turno / Chapecoense     |
| Campeonato Catarinense - Série B | Primeiro Turno / Hercílio Luz    | Segundo Turno / Concórdia       |
| Campeonato Catarinense - Série C | Primeiro Turno / Blumenau        | Segundo Turno / CEC/Orleans     |
| Campeonato Maranhense            | Primeiro Turno / Cordino         | Segundo Turno / Sampaio Corrêa  |
| Campeonato Piauiense             | Taça Estado do Piauí / Parnahyba | Taça Cidade de Teresina / Altos |
| Campeonato Potiguar              | Taça Cidade de Natal / Globo     | Taça Rio Grande do Norte / ABC  |
| Campeonato Rondoniense           | Primeiro Turno / Real Ariquemes  | Segundo Turno / Vilhena         |
| Campeonato Roraimense            | Taça Boa Vista / Baré            | Taça Roraima / São Raimundo-RR  |

## Torneios Extra
| Estado                      | Competição                      | Campeão                         | Vice-Campeão  | Outros participantes                           |
| --------------------------- | ------------------------------- | ------------------------------- | ------------- | ---------------------------------------------- |
| CE - (Detalhes)             | Taça Padre Cícero               | Guarani de Juazeiro (3º título) | Horizonte     | —                                              |
| MG - (Detalhes)             | Campeonato Mineiro do Interior  | URT (2º título)                 | —             | —                                              |
| RJ - (Taça GB) e (Taça Rio) | Quadrangular Extra da Taça GB   | Nova Iguaçu (1º título)         | Volta Redonda | Boavista-RJ Bangu                              |
| RJ - (Taça GB) e (Taça Rio) | Quadrangular Extra da Taça Rio  | Nova Iguaçu (1º título)         | Boavista-RJ   | Portuguesa-RJ Volta Redonda                    |
| RS - (Detalhes)             | Campeonato do Interior Gaúcho   | Caxias (11º título)             | —             | —                                              |
| SP - (Detalhes)             | Campeonato Paulista do Interior | Ituano (1º título)              | Santo André   | Mirassol Ferroviária Red Bull Brasil São Bento |

## Divisões de Acesso
| Estado | Divisão                        | Campeão                          | Promovidos                                         | Rebaixados                                                                      |
| ------ | ------------------------------ | -------------------------------- | -------------------------------------------------- | ------------------------------------------------------------------------------- |
| AC     | Segunda Divisão                | ADESG (1º titulo)                | ADESG                                              |                                                                                 |
| AL     | Segunda Divisão                | Dimensão Saúde (1º titulo)       | Dimensão Saúde                                     |                                                                                 |
| AM     | Segunda Divisão                | Holanda (2º titulo)              | Holanda Penarol                                    |                                                                                 |
| AM     | Segunda Divisão (Edição Extra) | São Raimundo (1º titulo)         | São Raimundo CDC Manicoré                          |                                                                                 |
| BA     | Segunda Divisão                | Jequié (2º título)               | Jequié                                             |                                                                                 |
| CE     | Série B                        | Iguatu (1º titulo)               | Iguatu Floresta                                    | Tianguá                                                                         |
| CE     | Série C                        | União-CE (1º titulo)             | União-CE Caucaia Barbalha Pacajus                  |                                                                                 |
| DF     | Segunda Divisão                | Bolamense (1º titulo)            | Bolamense Samambaia                                |                                                                                 |
| ES     | Série B                        | Serra (2º titulo)                | Serra Rio Branco VN                                |                                                                                 |
| GO     | Divisão de Acesso              | Grêmio Anápolis (1° título)      | Grêmio Anápolis Anapolina                          | Aparecida Monte Cristo                                                          |
| GO     | Terceira Divisão               | Jaraguá (1° título)              | Jaraguá Jataiense                                  |                                                                                 |
| MA     | Segunda Divisão                | Bacabal (1° título)              | Bacabal                                            |                                                                                 |
| MG     | Módulo II                      | Patrocinense (1º titulo)         | Patrocinense Boa Esporte                           | Araxá Formiga                                                                   |
| MG     | Segunda Divisão                | Ipatinga (1º titulo)             | Ipatinga Democrata de Sete Lagoas                  |                                                                                 |
| MS     | Série B                        | Operário de Dourados (1º titulo) | Operário de Dourados                               |                                                                                 |
| PA     | Segunda Divisão                | Bragantino (3° título)           | Bragantino Parauapebas                             |                                                                                 |
| PB     | Segunda Divisão                | Nacional de Patos (1º titulo)    | Nacional de Patos Desportiva Guarabira             |                                                                                 |
| PE     | Série A2                       | Pesqueira (1° título)            | Pesqueira                                          |                                                                                 |
| PR     | Segunda Divisão                | Maringá (2º titulo)              | Maringá União de Francisco Beltrão                 | Grêmio Maringá Apucarana Sports                                                 |
| PR     | Terceira Divisão               | Independente (1º titulo)         | Independente Rolândia Batel                        |                                                                                 |
| RJ     | Série B1                       | Goytacaz (2º título)             | Goytacaz America                                   | Barra Mansa São Cristóvão Queimados FC                                          |
| RJ     | Série B2                       | Angra dos Reis (2º titulo)       | Angra dos Reis Santa Cruz-RJ                       | Ceres Duquecaxiense São Gonçalo FC                                              |
| RJ     | Série C                        | Pérolas Negras (1º titulo)       | Pérolas Negras Campos Casimiro de Abreu 7 de Abril |                                                                                 |
| RN     | Segunda Divisão                | Força e Luz (3º título)          | Força e Luz                                        |                                                                                 |
| RS     | Divisão de Acesso              | São Luiz (4° título)             | São Luiz Avenida                                   | Guarany de Bagé Panambi                                                         |
| RS     | Segunda Divisão                | Internacional B (1º titulo)      | Bagé Igrejinha                                     |                                                                                 |
| SC     | Série B                        | Concórdia (2° título)            | Concórdia Hercílio Luz                             | Jaraguá                                                                         |
| SC     | Série C                        | Blumenau (1º titulo)             | Blumenau                                           |                                                                                 |
| SE     | Série A2                       | Socorrense (2° título)           | Socorrense Olímpico                                |                                                                                 |
| SP     | Série A2                       | São Caetano (2° título)          | São Caetano Bragantino                             | Velo Clube Barretos Capivariano Rio Preto Mogi Mirim União Barbarense           |
| SP     | Série A3                       | Nacional-SP (3° título)          | Nacional-SP Inter de Limeira                       | Comercial São José dos Campos Paulista Flamengo-SP Independente-SP Catanduvense |
| SP     | Segunda Divisão                | Manthiqueira (1º titulo)         | Manthiqueira EC São Bernardo                       |                                                                                 |
| TO     | Segunda Divisão                | Araguaína (2º titulo)            | Araguaína Palmas                                   |                                                                                 |